# Ulster-Schotten
Ulster-Schotten (englisch: Ulster Scots, in den USA: Scotch-Irish, Ulster Scots: Ulstèr-Scotch, irisch Albanaigh Ultacha) bezeichnet eine Gruppe von Menschen, die ausgehend von den Central Lowlands in Schottland und den schottischen Grenzregionen Nordenglands im 17. Jahrhundert Irland besiedelten. Die Presbyterianer wanderten später von Irland aus in alle Bereiche des Britischen Empires, insbesondere die nordamerikanischen Kolonien, die späteren USA, aus. Im 18. Jahrhundert waren Ulster-Schotten die größte freiwillige Einwanderergruppe in die britischen Nordamerikakolonien. Ihre Sprache, Ulster Scots, ist ein eigenständiger Dialekt des Scots.

## Geschichte
Die Geschichte der Einwanderung aus Schottland nach Irland begann 1606 mit der Plantation of Ulster, einer gezielten Ansiedlung von schottischen Siedlern auf den Ländereien enteigneter irischer Adliger. Die erste Erwähnung einer Ulster-Schottischen Sprache stammt aus dem Jahr 1640. Die Ulster-Schotten gerieten so in den Konflikt zwischen katholischen Iren und anglikanischer englischer Oberschicht, die beide die schottischen Presbyterianer bestenfalls duldeten. Während die Iren in ihnen Landräuber sahen, schlossen die Engländer die Schotten von politischen Funktionen aus, sammelten von ihnen Beiträge für die anglikanische Staatskirche ein und ließen sie Sondersteuern zahlen. Landbesitz war den Ulster-Schotten fast unmöglich. Der zunehmende Druck auf die Ulster-Schotten führte zu einer Auswanderung, die sich insbesondere auf die nordamerikanischen Kolonien des Empire richtete. Über 100.000 Presbyterianer zogen in den sechzig Jahren vor dem Amerikanischen Unabhängigkeitskrieg in die Dreizehn Kolonien.

## In Nordirland
Emigranten aus den Schottischen Lowlands und der englischen Grenzregion besiedelten ganz Irland, konzentrierten sich aber im nördlichen Teil der Insel. Die größte Gruppe derjenigen, die sich heute als Ulster-Schotten empfinden, leben in Nordirland und den angrenzenden Countys Irlands. Insbesondere die Unionisten in Nordirland betonen eine separate noch-existierende Ulster-Schottische Identität in Nordirland. So halten beispielsweise Abgeordnete der Democratic Unionist Party gelegentlich ihre Reden im nordirischen Parlament in Ulster-Schottisch. Das Good Friday Agreement erwähnt die Ulster-Schotten und deren Rechte explizit. Dennoch sind ebenso wenig alle Ulster-Schotten in Nordirland Unionisten wie alle Unionisten Ulster-Schotten sind. Eine intensive Kulturförderungspolitik seit dem Good Friday Agreement hat dazu geführt, dass sich 2014 deutlich mehr Menschen in Nordirland als Ulster-Schotten begreifen als noch 1998 und dass der allgemeine Respekt gegenüber dieser Bevölkerungsgruppe sowohl bei Protestanten wie Katholiken gestiegen ist.

## In den USA
In den USA geben 5,4 Millionen Menschen an, überwiegend Ulster-schottische Vorfahren zu haben. Die Einwanderung durch Ulster-Schotten fand insbesondere im 18. und 19. Jahrhundert statt. Die ersten Siedlungsgebiete lagen in Pennsylvania. Nachdem dort das Land knapp wurde, zogen sie weiter nach Virginia, die Carolinas, Georgia, Tennessee und Kentucky. Die Einwanderer waren mit die ersten, die über die Appalachen nach Westen zogen, so dass insbesondere die Bundesstaaten, die im 18. Jahrhundert kolonisiert wurden, Ulster-Schottische Elemente in ihrer Kultur aufweisen.